# Brigitte Kasper
Brigitte Kasper (1 de abril de 1972) es una deportista suiza que compitió en ciclismo de montaña en la disciplina de descenso. Ganó dos medallas en el Campeonato Europeo de Ciclismo de Montaña, plata en 1993 y bronce en 1994.

## Palmarés internacional
| Campeonato Europeo | Campeonato Europeo | Campeonato Europeo | Campeonato Europeo |
| Año                | Lugar              | Medalla            | Competición        |
| ------------------ | ------------------ | ------------------ | ------------------ |
| 1993               | Klosters (Suiza)   | Medalla de plata   | Descenso           |
| 1994               | Métabief (Francia) | Medalla de bronce  | Descenso           |